# Gens Octavia
Die gens Octavia (Octavii, deutsch Octavier) waren eine Familie (gens) des antiken Roms. Sie trugen den Gentilnamen Octavius (von lateinisch *octavus „der achte“), weibliche Form Octavia. In früher Zeit kam er auch als Vorname (praenomen) vor.

## Namensträger
- Decimus Furius Octavius Secundus, römischer Offizier (Kaiserzeit)
- Gaius Octavius (Thurinus?), der spätere Augustus
- Gaius Marius Marcellus Octavius Publius Cluvius Rufus, römischer Suffektkonsul 80
- Gaius Octavius (Vater des Augustus, Prätor 61 v. Chr.)
- Gaius Octavius Honoratus, römischer Centurio (Kaiserzeit)
- Gaius Octavius Laenas, römischer Politiker, Konsul 33, Großvater Nervas
- Gnaeus Octavius Rufus, römischer Politiker, Quästor um 230 v. Chr.
- Gnaeus Octavius (Prätor 205 v. Chr.), römischer Politiker
- Gnaeus Octavius (Konsul 165 v. Chr.) († 162 v. Chr.), römischer Politiker
- Gnaeus Octavius (Konsul 128 v. Chr.), römischer Politiker
- Gnaeus Octavius (Konsul 87 v. Chr.) († 87 v. Chr.), römischer Politiker
- Gnaeus Octavius (Konsul 76 v. Chr.), römischer Politiker
- Lucius Octavius (Konsul 75 v. Chr.)
- Lucius Octavius Crassus, römischer Suffektkonsul (111)
- Lucius Octavius Memor, römischer Suffektkonsul
- Marcus Octavius (Volkstribun 133 v. Chr.), römischer Politiker
- Marcus Octavius (Volkstribun), römischer Politiker, Volkstribun wohl zu Beginn des 1. Jh. v. Chr.
- Marcus Octavius (Ädil) († 46 v. Chr.?), römischer Politiker, Ädil 50 v. Chr.
- Sergius Octavius Laenas Pontianus, römischer Konsul 131
- Sextus Octavius Fronto, römischer Suffektkonsul 86 und Statthalter
- Octavius Antoninus, römischer Statthalter 120
- Octavius Laenas (Quattuorvir), Bürgermeister von Marruvium
- Octavius Laenas (Sohn des Gaius Octavius Laenas), Ehemann der Rubellia Bassa
- Octavius Laenas (Sohn der Rubellia Bassa), Sohn der Rubellia Bassa, Vater des Sergius Octavius Laenas Pontianus

## Namensträgerinnen
- Octavia Maior, ältere Halbschwester von Augustus
- Octavia Minor (um 70 v. Chr.–11 v. Chr.), ältere Schwester des Augustus
- Octavia (Tochter des Claudius) (40–62), erste Frau Neros